# (34592) 2000 TM17
2000 TM17 (asteroide 34592) é um asteroide da cintura principal. Possui uma excentricidade de 0.10282430 e uma inclinação de 2.14844º.
Este asteroide foi descoberto no dia 1 de outubro de 2000 por LINEAR em Socorro.